# Meziříčko (Třebíči járás)
Meziříčko település Csehországban, a Třebíči járásban. Meziříčko Jindřichovice, Krasonice, Štěpkov, Želetava, Domamil és Radkovice u Budče településekkel határos. Lakosainak száma 84 fő (2024. január 1.).

## Népesség
A település lakosságának változását az alábbi diagram mutatja:
| Lakosok száma | 242  | 237  | 245  | 161  | 118  | 99   | 86   | 89   | 81   | 84   |
|               | 1869 | 1890 | 1921 | 1950 | 1980 | 2001 | 2017 | 2019 | 2022 | 2024 |